# Robyn Gayle
Pour les articles homonymes, voir Gayle.
Robyn Gayle est une joueuse canadienne de soccer née le 31 octobre 1985 à Toronto. Elle joue en 2013 au poste de défenseur au Washington Spirit.

## Biographie
Elle a été sélectionnée sur l'équipe nationale du Canada pour la première fois le 25 juin 2006. Elle participe aux Coupes du monde 2007 et 2011 ainsi qu'aux Jeux olympiques 2008, à Pékin, et 2012 à Londres.
Elle remporte l'or dans le tournoi des Jeux panaméricains en 2011 et le bronze aux Jeux de Londres.
Le 11 janvier 2013, elle est mise à disposition du Washington Spirit, jouant dans la nouvelle National Women's Soccer League.
Elle est de nouveau sélectionnée pour l'équipe canadienne de la Coupe du monde de 2015 mais n'a participé à aucun match.